# Skærup Zoo
Skærup Zoo (tidligere Skærup Mini Zoo) er en zoologisk have i Skærup i Sydjylland lidt sydøst for Vejle. Parken har bl.a mere end 16 forskellige abearter, otte forskellige type katterovdyr, her iblandt verden tredjestørste kattedyr jaguaren. Parken har flere andre dyrearter som hjorte og kænguruer og en lang række vadehavsfugle.
Parken har specialiseret sig i at have dyr, som ikke kan opleves andre steder i Danmark.

## Historie
Parken åbnede i 2001 under navnet Skærup Mini Zoo. I løbet af de første år blev haven hurtigt udvidet og flere dyr kom til, så i 2007 ændrede man navnet til Skærup Zoo.
I 2014 blev der opført et nyt anlæg til papegøjer på 120 m2.